# Yaguine Koita e Fodé Tounkara
Yaguine Koïta (Guinea, 25 settembre 1984 – Bruxelles, 29 luglio 1999) e  Fodé Tounkara (Guinea, 6 aprile 1985 – Bruxelles, 29 luglio 1999) erano due bambini ritrovati morti assiderati, il 29 luglio 1999, nascosti nel carrello di un aereo che, partito da Conakry, capitale della Guinea, atterrò a Bruxelles, in Belgio.
Con loro avevano una lettera, scritta in francese, che venne pubblicata dai media di tutto il mondo. In Italia, sulla loro storia è stato girato un film, Il sole dentro.

## Traduzione in italiano della lettera
Loro eccellenze i signori membri e responsabili dell'Europa,
Abbiamo l'onorevole piacere e la grande fiducia di scrivervi questa lettera per parlarvi dello scopo del nostro viaggio e della sofferenza di noi bambini e giovani dell'Africa.
Ma prima di tutto, vi presentiamo i nostri saluti più squisiti, adorabili e rispettosi. A tale fine, siate il nostro sostegno e il nostro aiuto, siatelo per noi in Africa, voi ai quali bisogna chiedere soccorso: ve ne supplichiamo per l'amore del vostro bel continente, per il vostro sentimento verso i vostri popoli, le vostre famiglie e soprattutto per l'amore per i vostri figli che voi amate come la vita. Inoltre per l'amore e la timidezza del nostro creatore "Dio" onnipotente che vi ha dato tutte le buone esperienze, la ricchezza e il potere per costruire e organizzare bene il vostro continente e farlo diventare il più bello e ammirevole tra gli altri.
Signori membri e responsabili dell'Europa, è alla vostra solidarietà e alla vostra gentilezza che noi gridiamo aiuto in Africa. Aiutateci, soffriamo enormemente in Africa, aiutateci, abbiamo dei problemi e i bambini non hanno diritti.
Al livello dei problemi, abbiamo: la guerra, la malattia, il cibo, eccetera. Quanto ai diritti dei bambini, in Africa, e soprattutto in Guinea, abbiamo molte scuole ma una grande mancanza di istruzione e d'insegnamento, salvo nelle scuole private dove si può avere una buona istruzione e un buon insegnamento, ma ci vogliono molti soldi, e i nostri genitori sono poveri, in media ci danno da mangiare. E poi non abbiamo scuole di sport come il calcio, il basket, il tennis, eccetera.
Dunque in questo caso noi africani, e soprattutto noi bambini e giovani africani, vi chiediamo di fare una grande organizzazione utile per l'Africa perché progredisca. Dunque se vedete che ci sacrifichiamo e rischiamo la vita, è perché soffriamo troppo in Africa e abbiamo bisogno di voi per lottare contro la povertà e mettere fine alla guerra in Africa. Ciò nonostante noi vogliamo studiare, e noi vi chiediamo di aiutarci a studiare per essere come voi in Africa.
Infine: vi supplichiamo di scusarci moltissimo di avere osato scrivervi questa lettera in quanto voi siete degli adulti a cui noi dobbiamo molto rispetto. E non dimenticate che è con voi che noi dobbiamo lamentare la debolezza della nostra forza in Africa.
Scritto da due bambini guineani. Yaguine Koïta e Fodé Tounkara.